# Rue Jean-Beausire
Rue Jean-Beausire är en gata i Quartier de l'Arsenal i Paris fjärde arrondissement. Gatan är uppkallad efter den franske arkitekten Jean Beausire (1651–1743). Rue Jean-Beausire börjar vid Rue de la Bastille 7 och slutar vid Boulevard Beaumarchais 13.

## Omgivningar
- Saint-Paul-Saint-Louis
- Impasse Jean-Beausire
- Passage Jean-Beausire

## Bilder
| - Gatuskylt. - Saint-Paul-Saint-Louis. - Impasse Jean-Beausire. |

## Kommunikationer
- Tunnelbana – linjerna    – Bastille
- Tunnelbana – linje  – Bréguet – Sabin
- Busshållplats Bastille – Beaumarchais – Paris bussnät

### Webbkällor
- ”Rue Jean-Beausire”. Mairie de Paris. https://web.archive.org/web/20160303181601/http://www.v2asp.paris.fr/commun/v2asp/v2/nomenclature_voies/Voieactu/4772.nom.htm. Läst 16 oktober 2023.
- ”Rue Jean-Beausire”. Les rues de Paris. https://web.archive.org/web/20190929163609/http://www.parisrues.com/rues04/paris-04-rue-jean-beausire.html. Läst 16 oktober 2023.